# Paranormal Activity: The Ghost Dimension
Paranormal Activity: The Ghost Dimension is een Amerikaanse horrorfilm uit 2015, geregisseerd door Gregory Plotkin. De film is een vervolg op Paranormal Activity: The Marked Ones en is de zesde film in de Paranormal Activity-serie.

## Verhaal
Ryan en zijn vrouw Emily verhuizen samen met hun zes-jarige dochter naar een nieuwe woning. Later komt ook Emily's broertje Mike bij hen wonen als hij gedumpt wordt door zijn vriendin. In de garage van het nieuwe huis vinden ze een doos met videobanden en een bijbehorende videocamera. Als ze door de lens van de camera kijken beginnen er paranormale activiteiten rond hen en in het huis af te spelen. Dit zorgt tevens voor de wederopstanding van de jonge Kristi en Katie.

## Rolverdeling
- Chris J. Murray als Ryan Fleege
- Brit Shaw als Emily Fleege
- Dan Gill als Mike Fleege
- Ivy George als Leila Fleege
- Olivia Taylor Dudley als Skyler
- Michael Krawic als vader Todd
- Chloe Csengery als jonge Katie
- Jessica Tyler Brown als jonge Kristi
- Hallie Foote als oma Lois
- Don McManus als Kent
- Mark Steger als Tobi

## Achtergrond
De datum waarop de film uitgebracht zou worden werd meerdere keren vertraagd oorspronkelijk werd de film gepland voor 25 oktober 2013. Echter doordat de voorgaande film uitgesteld werd verplaatste de datum zich naar oktober 2014. Om vervolgens uitgesteld te worden naar oktober 2015. In maart 2015 werd bekend dat de subtitel van de film niet "6" maar "The Ghost Dimension" zou zijn.
Paranormal Activity: The Ghost Dimension werd uitgebracht op 23 oktober 2015 en werd door het publiek over het algemeen slecht ontvangen. Op Rotten Tomatoes heeft de film een score van 14% op basis van 77 beoordelingen. Metacritic komt op een score van 30/100, gebaseerd op 13 beoordelingen.